# Martín Guarino
Martín Guarino (Lanús, 14 april 1990) is een Argentijns voormalig voetballer die als verdediger speelde. Hij speelde twee seizoenen bij FC Zwolle.

## Carrière
Voorheen kwam Guarino in Nederland uit voor FC Zwolle. Hij heeft zijn debuut voor FC Zwolle gemaakt op 7 augustus 2009 in de verloren uitwedstrijd tegen AGOVV (2–0). Via Defensa y Justicia kwam hij in 2013 bij Instituto.
| Seizoen | Club               | Competitie         | Competitie | Competitie | Beker | Beker | Overig | Overig | Totaal | Totaal |
| Seizoen | Club               | Competitie         | Wed.       | Dlp.       | Wed.  | Dlp.  | Dlp.   | Dlp.   | Wed.   | Dlp.   |
| ------- | ------------------ | ------------------ | ---------- | ---------- | ----- | ----- | ------ | ------ | ------ | ------ |
| 2009/10 | FC Zwolle          | Eerste divisie     | 11         | 0          | 0     | 0     | 0      | 0      | 11     | 0      |
| 2010/11 | FC Zwolle          | Eerste divisie     | 1          | 0          | 0     | 0     | 0      | 0      | 1      | 0      |
| 2012    | Defensa y Justicia | Primera B Nacional | 7          | 0          | 0     | 0     | 0      | 0      | 7      | 0      |
| 2013    | Defensa y Justicia | Primera B Nacional | 11         | 2          | 0     | 0     | 0      | 0      | 11     | 2      |
| Totaal  | Totaal             | Totaal             | 30         | 2          | 0     | 0     | 0      | 0      | 30     | 2      |